# Столяренко Петро Кузьмич
Петро́ Кузьми́ч Столяре́нко (13 липня 1925, м. Керч — 17 червня 2018, м. Ялта) — український живописець. Народний художник УРСР (1985).

## Життєпис
З раннього дитинства майбутній художник усвідомив, відчув і побачив красу рідного Криму, закоханість в яку пронесе через усе життя. Ще до війни обрав собі професію художника, малював судна, рибальські човни, людей, які його оточували і, найголовніше, море. Працював художником-оформлювачем у санаторії, малював стінгазети, плакати, робив це уміло, але без великого душевного хвилювання. Зовсім іншим художником бачив себе. Друга світова війна наклала відбиток не тільки на формування життєвих принципів майбутнього художника, а й на його подальший творчий шлях. Під час суворих випробувань Столяренко з таким ж як він молодими хлопцями пішов у партизанський загін, щоб боротися з фашистами. Отримав важке поранення, після шпиталю відправився до батька., який був в евакуації у Сибіру. Там Столяренко влаштувався працювати завідувачем хати-читальні, а за сумісництвом працював художником-оформлювачем.
Невдовзі разом з батьком він повертається до Керчі, де знову займається культурно-просвітницькою діяльністю — очолює бібліотеку зенітно-артилерійського полку, малює плакати, листівки. Восени 1945 Столяренко починає працювати в рибному господарстві у селі Капкан, проте мрія про мистецтво, справжнє, серйозне, професійне, не покидає його. Він постійно малює олівцями, акварельними фарбами і розуміє, що треба вчитися. З цією метою молодий фахівець приїздить до Феодосії і вступає до школи-студії Барсамова. Методи навчання в цьому закладі були невідривно пов'язані з вихованням в учнях загальнолюдських якостей, плеканні яскравої індивідуальності кожного з них. Навчаючись в студії, Столяренко, щоб якось платити за навчання працює у Феодосійській картинній галереї завгоспом, полотером, нічним сторожем, комендантом.
Столяренко пильно поглядав за роботами майстрів, прислухався до порад, що вони давали своїм учням. Проте справжнім учителем для нього був Барсамов. Той же вважав свого учня обдарованим і професійно сформованим майстром, тому після закінчення студії порадив Столяренку не вступати до Художнього училища, вважаючи, що він готовий до самостійної творчої роботи.

## Творчість
Перша картина Петра Столяренка була представлена на студійній виставці 1948 року. Після цього його композиції стають сміливіші, розкутіші, вільні. Сам художник вважає початком свого творчого шляху 1949 рік.
1951 року художник повертається до Керчі. Починає ґрунтовно займатись самоосвітою. Пише етюди, пейзажі, портрети, натюрморти, олівцем робить замальовки своїх майбутніх картин. На початку 60-х років Столяренко починає створювати свої перші сюжетні картини. Ці твори, залежно від сюжетної розробки характерів та ідейної масштабності узагальнених образів, зазначає Ігор Шаров, можна тематично поділити на три групи: присвячені морю та рибалкам, подіям війни та історико-революційні. У творчому доробку майстра є, також ціла низка прекрасних ліричних пейзажів.
Душевними, пронизаними почуттями самого художника є картини, що відображають щоденний побут рибалок, їх важку, а часом і небезпечну роботу. Образи людей, які показує Столяренко, приваблюють своєю цілісністю і правдивістю. "Минуле і майбутнє" – одна з найбільш показових у цьому відношенні картин. Дід і онук – дві людини поєднання життєвого досвіду і невпинного руху вперед, фактично, символ невмирущого життя. Ці особи, з одного боку, конкретні і життєво достовірні, а з іншого, набувають під пензлем митця великого узагальнення. Життєвим теплом, сердечними почуттями автора зігріта кожна риска, що вимальована на обличчях старого і малого. Роздуми про життєві негаразди і страждання, невідомі бурі і життєві шляхи – все це робить картину не тільки символічною, а й притягуючою уяву глядачів.
"Життя четвертого" – картина, що переповнена високим ліризмом, яка кожному з нас нагадує, що життя складається з моментів, які приховують в собі і радість, і печаль, і справжню драму.
Воєнна тематика має над Столяренком постійну владу. Над нею він працює постійно і наполегливо. Багато з його доробку стане основою триптиха, що буде сповнений високої трагедійності.
Про зростання художньої майстерності Петра Столяренка свідчить картина "Атланти". Вона просякнута великим почуттями митця і справжньою патетикою, навіть романтизмом в показі образів бійців-"атлантів".
Живописна мова художника невіддільна від кольорів Східного Криму. Це не тільки прогрітий і розпечений сонцем жовто-гарячий пісок, блякла зелень дерев і трави, темно-коричневі, а іноді й бурі плями чагарників, рожевувато-брунатний колір швидко сохнучої гальки. Це якась особлива, золотава білизна, якою наповнені картини Столяренка.